# Lenguas senufo
Las lenguas senufo comprenden aproximadamente quince idiomas, hablados por los senufo en el norte de Costa de Marfil, el sureste de Malí y el Suroeste de Burkina Faso. Un idioma aislado, el Nafaanra, también es hablado en el noroeste de Ghana. Las lenguas senufo son generalmente consideradas una rama de los gur, subgrupo de las lenguas Níger-Congo y están  ligadas al oeste por las lenguas mandé, al sur por las lenguas kwa y al norte por las lenguas gur centrales. 
Las lenguas senufo se parecen a las lenguas gur en su sistema de sufijos y sustantivos y en la distinción de los verbos.
Las lenguas senufo han sido influenciadas por las lenguas mandé en muchos sentidos. Muchas palabras y construcciones gramáticas han sido incorporadas desde lenguas mandé como el bambara y el yulá. Como las lenguas mandé, las lenguas senufo tienen un orden constituyente «sujeto-objeto-verbo», en vez del orden «sujeto-verbo-objeto», comúnmente usado en las lenguas gur y lenguas Níger-Congo.

## Clasificación
Delafosse (1904:192–217) fue el primer lingüista que escribió sobre las lenguas senufo. Este autor notó que las lenguas senufo habían sido tomadas ocasionalmente por lenguas mandé, en parte debido al extenso uso que los senufo hacen de algunas lenguas mandé:

[L]a langue mandé s'est répandue parmi eux, des alliances nombreuses ont eu lieu... C'est là l'origine de la confusion que l'on a faite souvent entre Mandé et Sénoufo ... alors que, au triple point de vue ethnographique, antropologique et linguistique, la différence est profonde entre ces deux familles. (p. 193)

En las clasificaciones más influyentes de Westermann (1927, 1970[1952]) y Bendor-Samuel (1971), las lenguas senufo se clasificaron como parte de las lenguas gur. Sin embargo, esta agrupación se empezó a poner en duda a partir del trabajo de Manessy (1975). En 1989, John Naden, en su trabajo panorámico sobre las lenguas gur, afirmó que:

‘[t]he remaining languages, especially Senufo, may well be no more closely related to Central Gur than to Guang or Togo Remnant, or than these to Central Gur or Volta-Comoe’ (1989:143)

## Descripción lingüística

### Comparación léxica
Los numerales reconstruidos para diferentes grupos de lenguas senufo son:
| GLOSA | Tagwana-Djimini | Tagwana-Djimini | Suppire-Mamara | Suppire-Mamara | Suppire-Mamara | Suppire-Mamara | Senari    | Senari    | Karabobo | Karabobo   | Palaka            | Nafaanra   | PROTO- SENUFO         |
| GLOSA | Djimini         | Tagwana         | Mamara         | Shempire       | Sìcìté         | Supyire        | Cebaara   | Nyarafolo | W.       | E.         | Palaka            | Nafaanra   | PROTO- SENUFO         |
| ----- | --------------- | --------------- | -------------- | -------------- | -------------- | -------------- | --------- | --------- | -------- | ---------- | ----------------- | ---------- | --------------------- |
| '1'   | nuŋgb͡a          | nuŋgb͡e          | nigĩ̀           | ningin         | nìkĩ̀           | nìŋkĩ̀          | nìbín     | nīŋgb͡e    | nɔ̀ni     | nɔ̀ni       | niŋgb͡e            | núnu       | *niŋgb͡ĩ               |
| '2'   | ʃyɛn            | syẽ             | ʃɔ̃̀ː            | ʃũːni          | sɔ̃̀ːnì          | ʃũ̀ːnì          | sīːn      | sīːn      | ʃin      | ʃyɔ̃̀        | sɔĩŋ              | çíːn       | *sɔ̃ːni                |
| '3'   | tãːri           | tãri            | tãːrè          | tãːri          | tã̀ːrì          | tã̀ːrè          | tã̄ːrì     | tã̄ːri     | tàːr     | tã̀ː        | tãːri             | táːrɛ̀      | *tãːri                |
| '4'   | tidʒ͡ɛrɛ         | tityere         | ʃiʃyɛ̀ːrɛ̀       | sicɛːrɛ        | sìcɛ̀ːrì        | sìcyɛ̀ːrè       | sīcɛ̄rɛ̄    | sīcɛri    | tɪhyɛ̀ːr  | tíʃyàr     | dʒ͡idʒ͡ilɛi         | ɟíɟírɛ̀     | *ti-cɛ̀ːrè             |
| '5'   | kaŋgurugo       | kogunu          | kaguru         | kaguru         | kānkūrò        | kaŋkuro        | kāgūnɔ̀    | kōgunɔ̀    | bwɔ̀      | bwà        | kangurugo         | kúnɔ       | *kankuro              |
| '6'   | kɔgɔlɔni        | nõli            | gb͡aːra         | gb͡aːni         | gb͡āːrù         | baa-nì         | kɔ̀rɔ́nī    | kɔ̀línī    | k(ʋ)lɔ̀n  | kwaɲ̀       | kugɔlɔŋ           | kɔ́ɔ̀nánù    | *kogo-ni <*kankuro+ni |
| '7'   | kɔlɔʃyɛn        | nasyẽ           | gb͡aː-ʃɔ̃̀ː       | gb͡aʃũːni       | gb͡ārsɔ̃̀ːnì      | baa-ʃũ̀ːnì      | kɔ̀rɔ́sīːn  | kɔ̀lisīːn  | klɔʃìn   | kwa-sĩ̀ː    | kugɔlɔŋ sɔĩŋ      | kɔ́ɔ̀náçíːn  | *5+2                  |
| '8'   | kɔlɔtããri       | natãri          | ʃɔ̃̀ːlake        | gb͡atãːri       | gb͡ārtã̀ːrì      | baa-tã̀ːrè      | kɔ̀rɔ́tã̄ːrì | kàtã̄ːrì   | kwɔtàːr̀  | kwa-tã̀ː    | kugɔlɔŋ tãːri     | kɔ́ɔ̀nátáːrè | *5+3                  |
| '9'   | kɔlɔdʒ͡ɛrɛ       | natyere         | niɡĩ̀fɔ̀kɛ       | gb͡aɛːrɛ        | gb͡ārsìcɛ̀ːrì    | baa-sìcyɛ̀ːrè   | kp͡ǎjɛ̄rɛ̄   | kàcɛ̄rì    | wɔ̀dèfèr  | kwa-ríʃyàr | kugɔlɔŋ dʒ͡idʒ͡ilɛi | kɔ́ɔ̀náɟirɛ  | *5+4                  |
| '10'  | kɛ              | kẽ kp͡rò         | kɛ             | kɛ             | kɛ̄             | kɛ̄             | kɛ́ː       | kíɛ̀       | síncíl   | sĩʃye      | kɔ́jɛ              | kɛ́         | *kɛ                   |